# Heliura postcoeruleum
Heliura postcoeruleum là một loài bướm đêm thuộc phân họ Arctiinae, họ Erebidae.